# Saint-Bertrand
Der Saint-Bertrand (französisch: Ruisseau de Saint-Bertrand) ist ein kleiner Fluss im Süden von Frankreich, der im Département Aude der Region Okzitanien südsüdwestlich der Stadt Carcassonne verläuft.

## Geografie

### Verlauf
Der Saint-Bertrand entspringt unter dem Namen Ruisseau de Saint-Louis im südlichen Gemeindegebiet von Saint-Louis-et-Parahou, entwässert generell Richtung Westnordwest durch den Regionalen Naturpark Corbières-Fenouillèdes und mündet nach rund 19 Kilometern im Gemeindegebiet von Quillan als rechter Nebenfluss in die Aude.

### Orte am Fluss
(Reihenfolge in Fließrichtung)
- Saint-Louis, Gemeinde Saint-Louis-et-Parahou
- Saint-Julia-de-Bec
- Laval, Gemeinde Quillan
- Quillan